# Дворец Туркуллов-Комелло (Львов)
Дворец графа Генриха Дидушицкого, Дворец Комелло, Дворец Туркуллов-Комелло — памятник архитектуры раннего историзма во Львове (Украина), памятник ранней неоготики. Расположен на улице Пекарской, 50 а.
Здание было сооружено в 1840—1843 годы, оно кирпичное, оштукатуренное, двухэтажное, в плане прямоугольной формы. Главный фасад развёрнут на юг, в сторону сквера в глубине участка, выделен ризалитом с акцентом неоготического портика посередине. Над фасадом находится сильно вынесенный карниз. Высокая крыша имеет два ряда люкарн. На первом этаже окна прямоугольные, на втором завершены стрельчатыми арками. Внутренняя планировка коридорного и анфиладно-зального типов.
В 20—30-х годах XX века дворец принадлежал семье Батицкий, тут жила первая «Miss Polonia» (1930) — актриса Софья Батыцкая (Zofia Batycka). Сейчас используется как один из корпусов Львовской зооветеринарной академии.

## Галерея

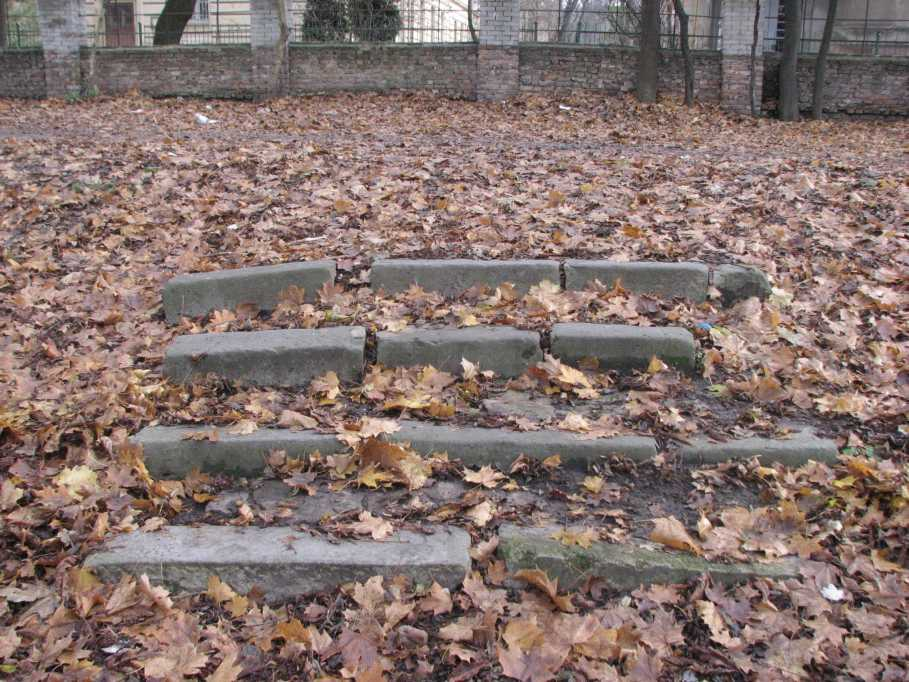
Остатки сада
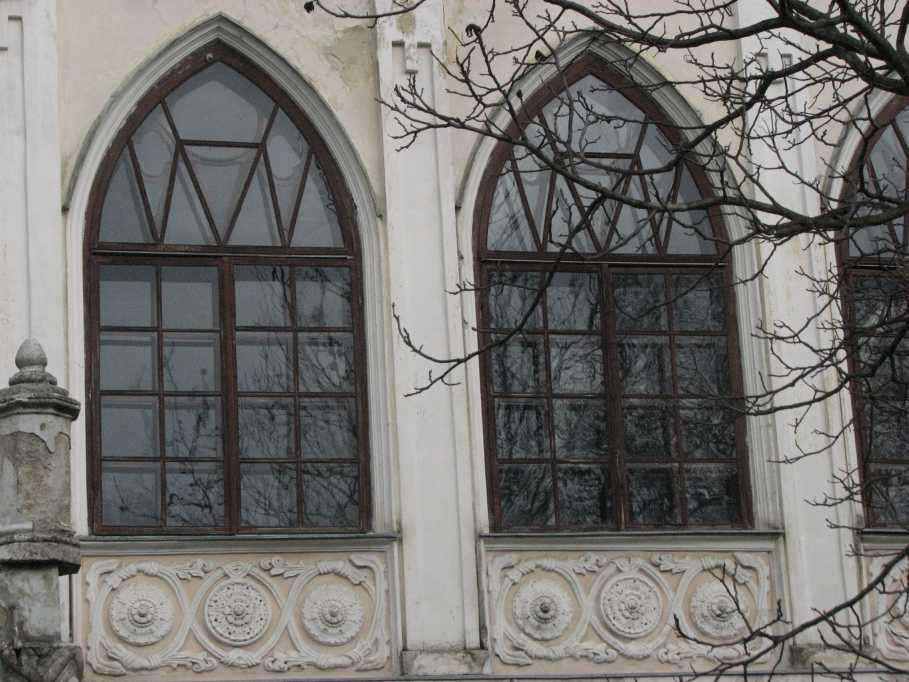
Окна фасадов
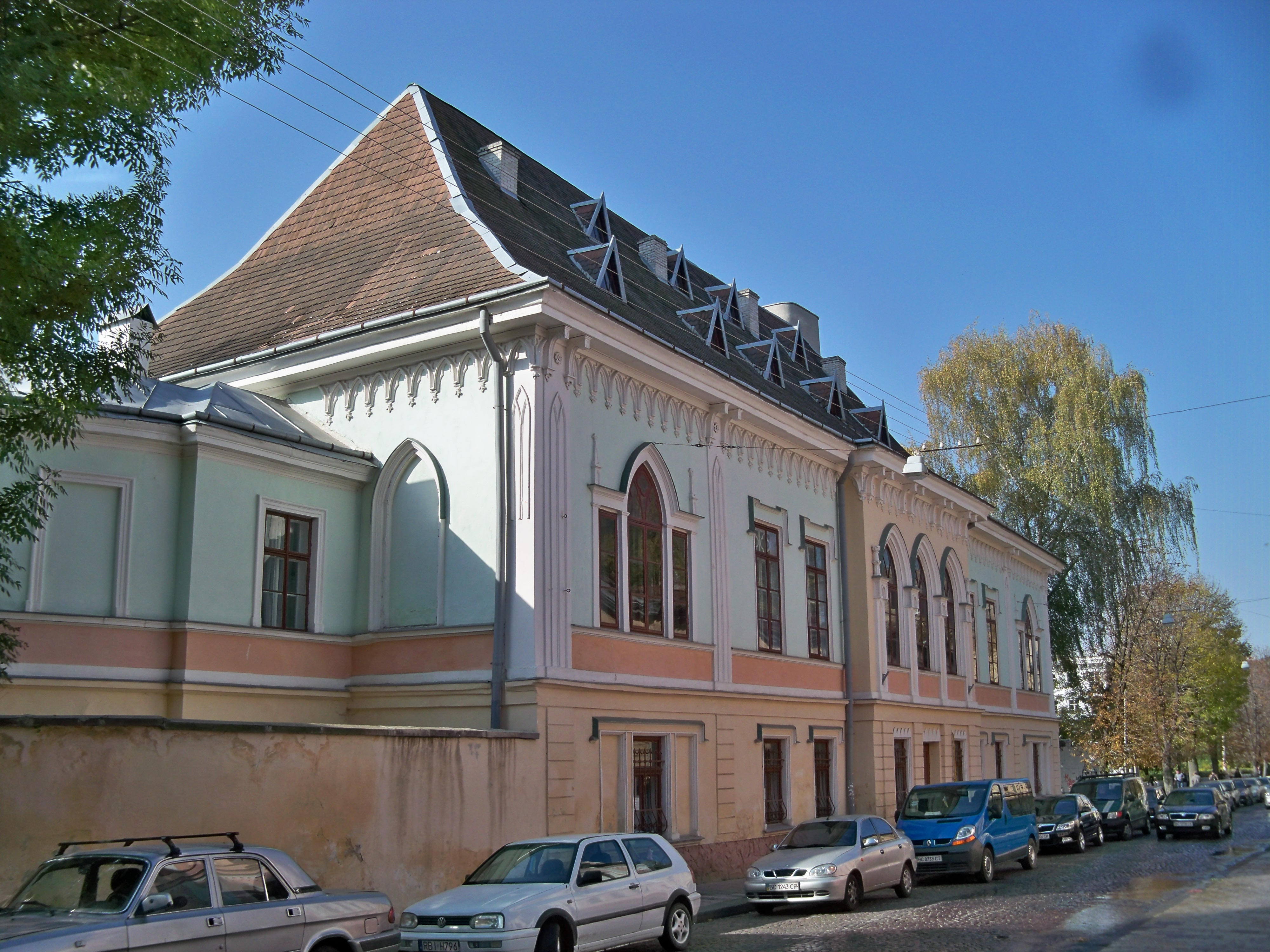
Дворец Туркуллов-Комелло
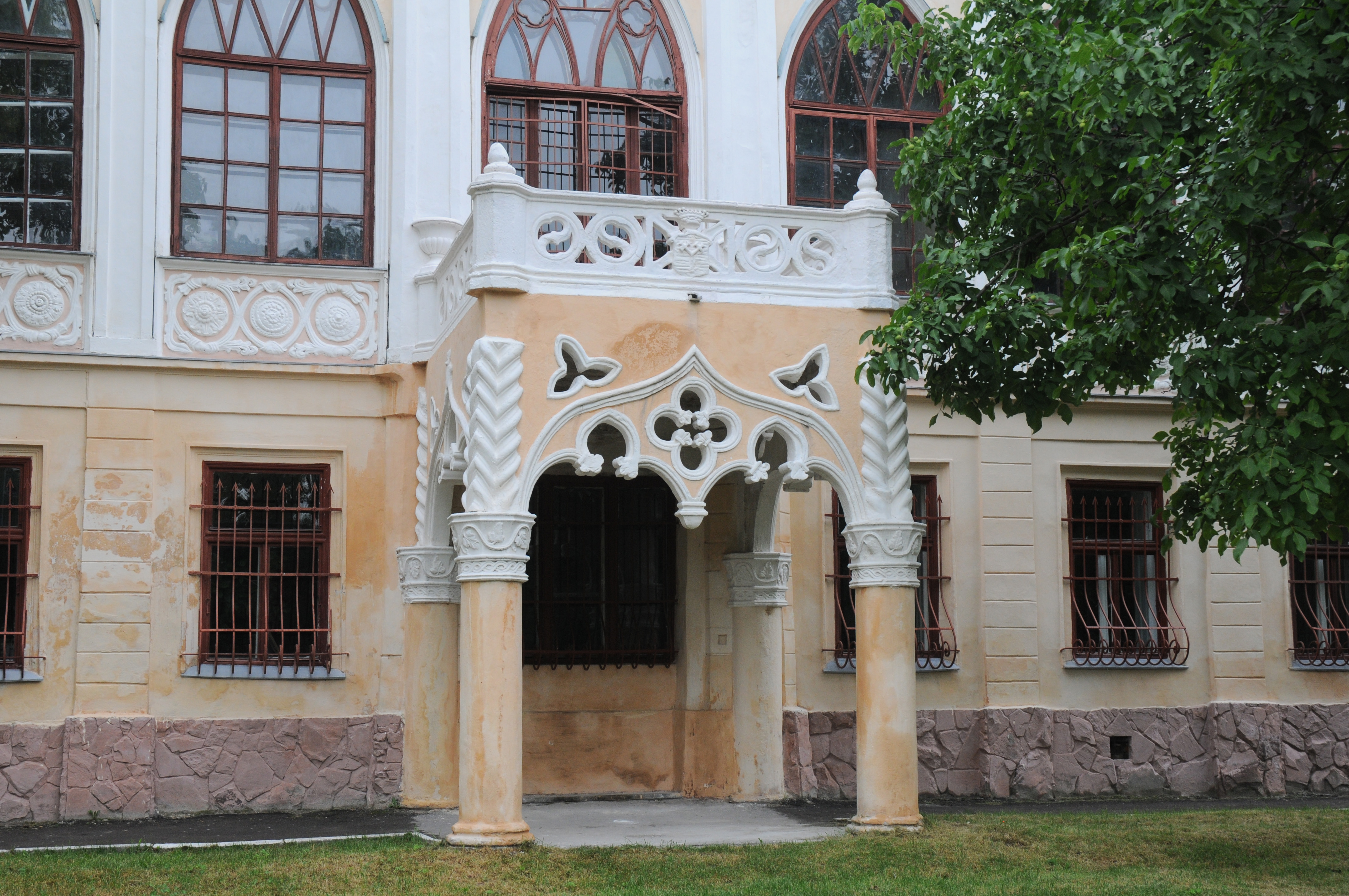
Бывший главный вход, теперь замурован